# Fabiele Mota
Pour les articles homonymes, voir Mota.
Fabiele Mota, né le 12 septembre 1978 à São Francisco de Itabapoana, est un coureur cycliste brésilien.

## Biographie
Son petit frère Fabiano est lui aussi coureur cycliste. 

## Palmarès et résultats

### Palmarès par année
- 2005
  - 4e et 7e étapes des 500 Millas del Norte
- 2006
  - 3e étape du Torneio de Verão
  - 5e étape du Tour de Porto Alegre
- 2007
  - 5e étape du Torneio de Verão
  - 4e étape du Tour de Rio de Janeiro
  - 9e étape du Tour de l'État de Sao Paulo
  - Copa Promoson
  - 3e et 5e étapes de la Volta de Goiás
  - Grande Prémio de Montes Claros
  - 3e de la Copa América de Ciclismo
  - 3e du Circuito Boa Vista
- 2008
  - 3e de la Copa América de Ciclismo
- 2009
  - Grande Prémio São Paulo
  - Prova São Salvador
- 2010
  - 3e étape du Torneio de Verão
  - 3e du Torneio de Verão
- 2011
  - Copa Volta Redonda
- 2012
  - Corrida Antonio Assmar
  - 6e étape du Tour de Pernambuco
  - Prova Macapá Verão
  - 3e du championnat du Brésil sur route
- 2014
  - Prova Macapá Verão
  - Desafio de Salvador
- 2017
  - 100km Oswaldo Marques

### Classements mondiaux
| Année            | 2005 | 2006 | 2007 | 2008 | 2009 | 2010 | 2011 | 2012 |
| ---------------- | ---- | ---- | ---- | ---- | ---- | ---- | ---- | ---- |
| UCI America Tour | 60e  | 86e  | 49e  |      | 101e | 222e |      | 85e  |